# Ивацевичский историко-краеведческий музей
Ивацевичский районный историко-краеведческий музей (бел. Івацэвіцкі раённы гісторыка-краязнаўчы музей) — историко-краеведческий музей в городе Ивацевичи Брестской области Республики Беларусь.

## Описание
Музей создан на базе музея пионера-героя Николая Гойшика 16 марта 1993 года решением исполнительного комитета Ивацевичского района. В 1996 году в ведение музея передан филиал «Хованщина» (мемориальный комплекс партизанской славы) в деревне Корочин, ранее управлявшийся Брестским областным краеведческим музеем. Нынешнее здание постройки 1946 года музей получил в 2009 году. На здании музея установлена памятная доска генералу-лейтенанту, Герою Советского Союза Николаю Мультану.
В 2016 году музей посетили 16,7 тыс. человек, а в 2019 году — 19,9 тыс. человек. Музей принимает участие в международной акции «Ночь музеев».

## Филиалы
- Мемориальный комплекс партизанской славы «Хованщина». Расположен в лесном урочище Хованщина возле д. Корочин Житлинского сельсовета Ивацевичского района. Создан в 1971 году, в августе 1998 передан Брестским областным краеведческим музеем отделу культуры Ивацевичского райисполкома как филиал Ивацевичского историко-краеведческого музея. В 1943—1944 здесь базировался штаб Брестского областного партизанского соединения, обком ЛКСМБ, редакция и типография газеты «Заря», санчасть, «лесная школа»[3].